# Vincent Regan
Vincent Regan (Swansea, 16 de maio de 1965) é um ator de cinema e televisão britânico nascido no País de Gales.
É filho de imigrantes irlandeses e, quando ele era um adulto jovem, os pais voltaram a viver na Irlanda, e Vincent os acompanhou. É casado com a atriz Amelia Curtis e eles têm duas filhas, Chloe e Esme.

## Filmografia principal
- 1994 - Black Beauty
- 1996 - Eureka Street (minissérie de televisão, pela qual recebeu indicação ao IFTA Award como melhor ator irlandês)
- 1999 - The Messenger: The Story of Joan of Arc de Luc Besson
- 2001 - The Point Men
- 2004 - Troia (como Eudorus)
- 2005 - O Império Romano (como Marco Antônio)
- 2006 - 300
- 2010 - Clash of the Titans (como Rei Cefeu)
- 2012 - Lockout (como Alex)
- 2012 - Branca de Neve e o Caçador (como Duque Hammond)
- 2012 - St George's Day (como Albert Ball)
- 2013	Vendetta (como Coronel Leach)
- 2013 - Dementamania (como icholas Lemarchand)
- 2014 - Top Dog (como Mr Watson)
- 2016 - City of Tiny Lights (como Tall Man / Schaeffer)
- 2018 - Naked Normandy (como Bradley)
- 2019 - Dark Encounter (como Morgan)
- 2023 - Luther: The Fallen Sun (como Dennis McCabe)
- 2023 - Aquaman and the Lost Kingdom (como Rei Atlan)